# ليون دانيال
ليون دانيال (بالإنجليزية: Leon Daniel)‏ هو صحفي ومراسل أمريكي، ولد في 8 أغسطس 1931 في إيتوا في الولايات المتحدة، وتوفي في 19 مارس 2006 في غلن إلين في الولايات المتحدة.